# NGC 1990
NGC 1990 được William Herschel phát hiện vào năm 1786 với kính viễn vọng 18,7 inch. Herschel đã ghi lại sự quan sát trong mã quan sát của mình là "!!!, eL, E, ε Orionis inv p" (Quang phổ, cực lớn, hình elip, epsilon Orionis trước đó). Tuy nhiên, có  nhiều nghi ngờ rằng vật thể này tồn tại trong thực tế khi một số tìm kiếm trực quan và vật lý thiên văn hiện đại đã không xác định được vị trí và phạm vi chính xác của tinh vân phản chiếu. Những bức ảnh hiện đại về khu vực có camera cho thấy rò rỉ tia cực tím mang lại ấn tượng sai lầm về một tinh vân lớn màu xanh xung quanh ε Ori (Alnilam). Chụp ảnh cẩn thận hơn không tiết lộ một tinh vân trong khu vực.